# 내셔널 트레져
내셔널 트레져(영어: National Treasure)는 2004년 개봉한 미국의 모험 영화, 하이스트 영화이다.

## 줄거리
역사학자이자 암호 해독가, 보물 사냥꾼인 벤자민 프랭클린 게이츠는 어릴 적 할아버지로부터 고대에서부터 템플 기사단, 건국의 아버지들, 프리메이슨으로 이어진 미국의 숨겨진 보물에 대한 이야기를 듣는다. 1832년, 벤의 조상에게 "비밀은 샬롯에 있다"라는 단서가 전해지고, 벤은 이 이야기를 믿지만 회의적인 아버지 패트릭은 허튼소리라고 일축한다.
벤은 컴퓨터 전문가 라일리 풀과 함께 부유한 영국인 이언 하우의 자금 지원을 받아 북극에서 실종된 배 샬롯을 찾는다. 배 안에서 발견된 해포석 파이프의 문양을 통해 다음 단서가 독립선언서에 숨겨져 있음을 알게 된다. 이언이 범죄 조직 보스임이 드러나고 독립선언서를 훔치려 하자, 벤 일행과 이언 일당은 싸우게 된다. 벤과 라일리는 이언의 계획을 FBI와 국립 기록 보관소의 아비게일 체이스에게 알리지만 아무도 믿지 않는다. 벤은 이언보다 먼저 독립선언서를 확보하기 위해 박물관 행사 중 선언서를 훔쳐 나오지만, 이언 일당에게 발각된다. 아비게일이 벤에게서 선언서를 되찾지만 곧 이언에게 납치당한다. 벤과 라일리는 아비게일을 구출하고 이언을 속여 독립선언서 복제품을 넘긴다. FBI는 벤을 추적하기 시작한다.
벤 일행은 패트릭의 집에서 독립선언서를 연구하다가 숨겨진 잉크로 쓰여진 암호를 발견한다. 암호는 벤자민 프랭클린의 '사일런스 두굿' 편지를 가리키고, 편지를 통해 필라델피아 독립기념관의 종탑을 가리키는 메시지를 얻는다. 이언에게 추격당하면서, 그들은 여러 색깔의 렌즈가 달린 안경을 찾고, 이를 통해 독립선언서 뒷면의 암호를 해독하여 다음 단서가 트리니티 교회에 있음을 알게 된다. 이언 일당에게 쫓기던 중 FBI가 벤을 체포하지만, 아비게일은 다음 단서를 얻기 위해 이언을 설득하여 벤을 탈출시킨다. 이언은 벤에게 다음 단서를 요구하지만, 벤이 모호하게 답하자 그의 아버지 패트릭을 인질로 잡는다. 트리니티 교회에서 그들은 지하 통로를 발견하지만 막다른 길처럼 보인다. 패트릭은 그것이 폴 리비어의 야간 기승을 나타낸다고 주장하고 벤도 동의하여 이언은 보스턴의 올드 노스 교회로 향한다. 벤과 패트릭은 이언을 속인 것이었고, 그들은 파이프를 이용하여 보물이 있는 방을 발견한다.
지상에서 벤은 사실 프리메이슨이었던 새더스키 FBI 요원을 만나 독립선언서를 돌려준다. 벤은 보물 발견 공로를 게이츠 가문과 라일리에게 돌리고 이언을 체포하는 조건으로 자신과 아비게일에 대한 혐의를 없애줄 것을 요구한다. 벤의 제보로 FBI는 올드 노스 교회에 침입한 이언을 체포한다. 나중에 벤과 아비게일은 연인 관계가 되고, 라일리는 벤이 보물 발견 보상금의 10%를 포기한 것에 불만을 품지만, 1%만으로도 큰 부를 얻게 된다.

## 출연
- 니컬러스 케이지 - 벤 게이츠
- 다이앤 크루거 - 애비게일 체이스
- 저스틴 바사 - 라일리 풀
- 숀 빈 - 이언 하우
- 존 보이트 - 패트릭 게이츠
- 하비 카이텔 - 사두스키
- 크리스토퍼 플러머 - 존 애덤스 게이츠
- 데이비드 데이언 피셔 - 쇼
- 스튜어트 핀리 매클레넌 - 파월
- 올레크 타크타로프 - 시펀
- 애니 퍼리스 - 도스 요원
- 마크 펠레그리노 - 존슨 요원